# Albanerbjergene
Albanerbjergene (italiensk: Colli Albani) er et bjergområde 20 km sydøst for den italienske hovedstad Rom og 24 km nord for Anzio. Højeste punkt i bjergkæden er Monte Cavo med 956 moh. Området har flere oldtidsminder. Nemisøen og Albanosøen ligger i to indstyrtede kratere. 
Byer og landsbyer i Albanerbjergene er kendt under navnet Castelli Romani, og består af:
- Albano Laziale
- Ariccia
- Castel Gandolfo
- Colonna
- Frascati
- Genzano di Roma
- Grottaferrata
- Lanuvio
- Lariano
- Marino
- Monte Porzio Catone
- Monte Compatri
- Nemi
- Rocca Priora
- Rocca di Papa
- Velletri

41°44′N 12°42′Ø / 41.73°N 12.7°Ø